# Крочета-Ногаре (Тревизо)
Крочета-Ногаре (итал. Crocetta-Nogaré) је насеље у Италији у округу Тревизо, региону Венето.
Према процени из 2011. у насељу је живело 3486 становника. Насеље се налази на надморској висини од 148 м.